# زغوان
زغوان (به عربی: زغوان) یک شهر در تونس است که در استان زغوان واقع شده‌است.

## نگارخانه

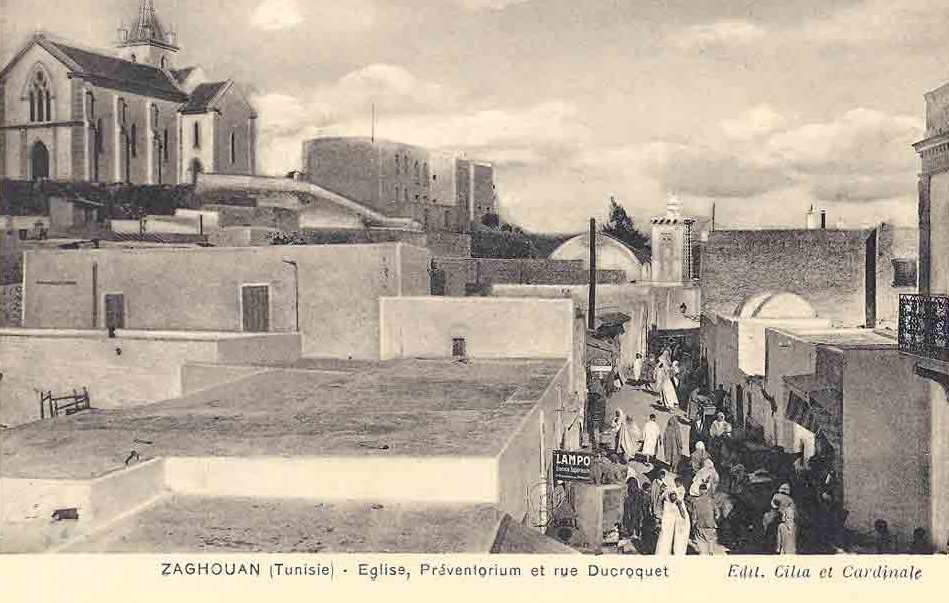
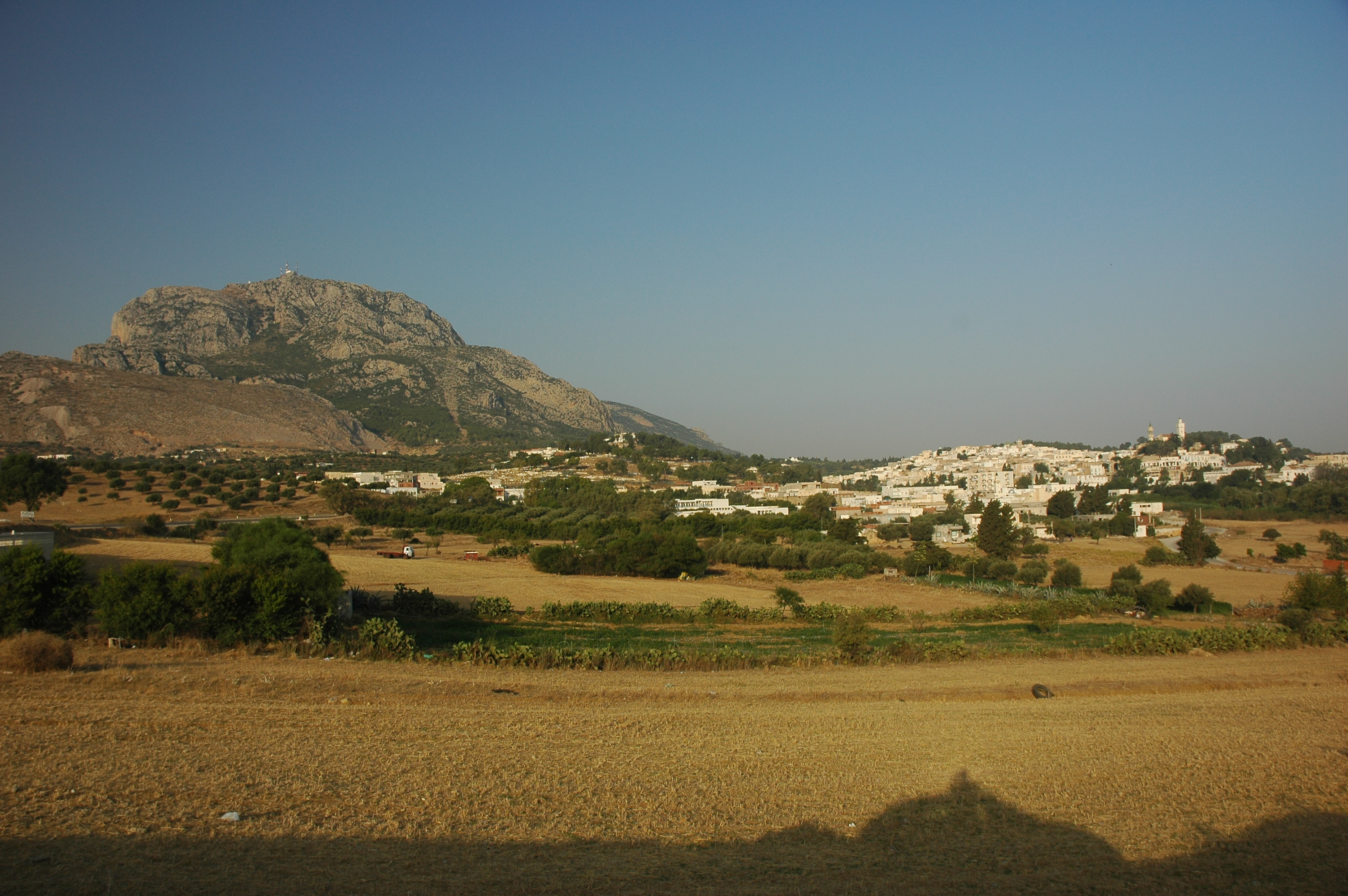
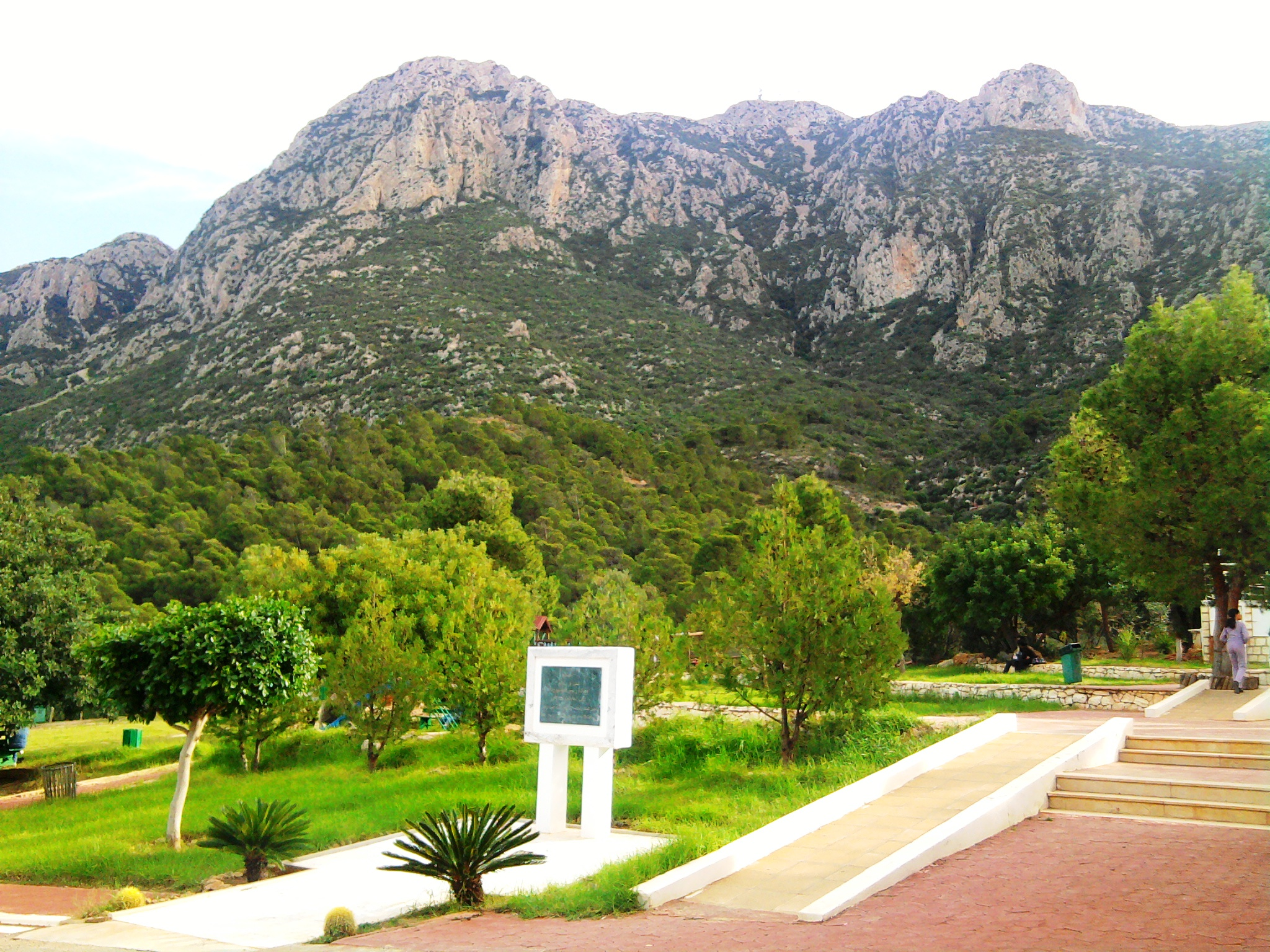

## خصوصیات
زغوان ۳۴٬۳۶۷ نفر جمعیت دارد.